# 横内昭展
横内 昭展（よこうち あきのぶ、1967年11月30日 - ）は、福岡県北九州市出身の元プロサッカー選手、サッカー指導者（JFA 公認S級コーチ）。東海大学付属第五高等学校卒業。

## 来歴
1986年、マツダSCに前川和也、島卓視らと共に入団する。現役時代はスピードの乗ったドリブル突破と正確なセンタリングを持ったチャンスメーカー で、サイドアタッカー・攻撃的なMFやウイングバックとして活躍した。1990/91シーズンのJSL2部ではアシストランキング3位に入っている。しかしプロ化後の現役晩年は怪我しがちであり、1994年の1stステージ優勝時も怪我で全く出場していない。1995年、怪我を理由に引退。

### 引退後

#### サンフレッチェ広島スタッフ
そのままサンフレッチェ広島のスタッフ入りした。

#### サンフレッチェ広島トップチームコーチ
指導者を始めるのは1996年からだが、現役時代から評価されていた。例えば、1987年当時コーチだったハンス・オフトは将来プロのコーチとしてやれる見込みのある選手として前川・森保一とともに横内の名前を挙げている。

#### サンフレッチェ広島アカデミーコーチ
1997年から中村重和率いる広島ジュニアユースのコーチ、1999年から木村孝洋率いる広島ユースのコーチ、2000年から広島ユース含めたアカデミーを統括する広島ユースダイレクターとして活躍する。

#### 日本代表コーチ
日本サッカー協会（JFA）に派遣され年代別代表コーチとしても活動する。2002年、小野剛ヘッドコーチ率いるU-21日本代表のコーチとしてトゥーロン国際大会に出場し、3位に輝いた。同年鈴木淳暫定監督率いるU-17日本代表コーチ。同2002年にJFA 公認S級コーチライセンス取得。
2003年、広島トップチームコーチに就任し、小野やミハイロ・ペトロヴィッチの下でチームを支える。2011年末、ペトロヴィッチ監督退任の際に横内自身も退任する考えだったが、後任監督でありマツダの1年後輩にあたる森保に懇願されヘッドコーチ職として留任している。
暫定ではあるが、監督も経験している。2007年1月、カタール国際ユーストーナメントではU-22日本選抜チーム監督としてチームを率いている（1勝1敗1分でGL敗退）。2010年から2011年にかけて、関節の手術のため一時帰国したペトロヴィッチ監督に代わり、数試合広島監督代行として指揮を執った。
2017年7月、森保が監督を辞任した事に伴い、暫定的に指揮を執る。
2018年、サッカー日本代表およびU-21サッカー日本代表のコーチに就任。さらに2020年には東京オリンピックが1年延期となったことに伴い組織改編を行った結果、U-24サッカー日本代表監督に昇格した。ただし、東京オリンピック本大会はコーチ登録となり、監督はA代表の森保が務める。
2022年12月、サッカー日本代表のコーチを退任。

#### ジュビロ磐田トップチーム監督
2023シーズンよりジュビロ磐田のトップチーム監督に就任を発表。若手の育成などに力を入れ、チームを1年でJ1昇格に導いた。
2024年シーズン終了後、成績不振のため監督を辞任した。

#### モンテディオ山形トップチーム監督
2025年6月25日、成績不振で解任された渡邉晋の後任としてモンテディオ山形のトップチーム監督に就任。

## 交友関係
ジュビロ磐田の強化ダイレクターである藤田俊哉とは藤田がオランダのチームで強化部に在籍していた頃、森保ジャパンのコーチとして横内がオランダへ視察にきたときに、5,6時間のドライブをした仲。

## 所属クラブ
- 1983年 - 1985年 東海大学付属第五高等学校
- 1986年 - 1992年 マツダSC
- 1992年 - 1995年 サンフレッチェ広島

## 個人成績
| 国内大会個人成績 | 国内大会個人成績 | 国内大会個人成績 | 国内大会個人成績 | 国内大会個人成績             | 国内大会個人成績          | 国内大会個人成績 | 国内大会個人成績 | 国内大会個人成績 | 国内大会個人成績 | 国内大会個人成績 | 国内大会個人成績 |
| 年度             | クラブ           | 背番号           | リーグ           | リーグ戦                     | リーグ戦                  | リーグ杯         | リーグ杯         | オープン杯       | オープン杯       | 期間通算         | 期間通算         |
| 年度             | クラブ           | 背番号           | リーグ           | 出場                         | 得点                      | 出場             | 得点             | 出場             | 得点             | 出場             | 得点             |
| 日本             | 日本             | 日本             | 日本             | リーグ戦                     | リーグ戦                  | JSL杯/ナビスコ杯 | JSL杯/ナビスコ杯 | 天皇杯           | 天皇杯           | 期間通算         | 期間通算         |
| ---------------- | ---------------- | ---------------- | ---------------- | ---------------------------- | ------------------------- | ---------------- | ---------------- | ---------------- | ---------------- | ---------------- | ---------------- |
| 1986-87          | マツダ           |                  | JSL1部           | 0                            | 0                         |                  |                  |                  |                  |                  |                  |
| 1987-88          | マツダ           |                  | JSL1部           | 0                            | 0                         |                  |                  |                  |                  |                  |                  |
| 1988-89          | マツダ           |                  | JSL2部           |                              |                           |                  |                  |                  |                  |                  |                  |
| 1989-90          | マツダ           |                  | JSL2部           | 13                           | 1                         | 2                | 1                |                  |                  |                  |                  |
| 1990-91          | マツダ           | 28               | JSL2部           | 29                           | 5                         | 2                | 0                |                  |                  |                  |                  |
| 1991-92          | マツダ           | 28               | JSL1部           | 22                           | 2                         | 4                | 0                |                  |                  |                  |                  |
| 1992             | 広島             | -                | J                | -                            | -                         | 4                | 0                | 0                | 0                | 4                | 0                |
| 1993             | 広島             | -                | J                | 2                            | 0                         | 5                | 1                | 0                | 0                | 7                | 1                |
| 1994             | 広島             | -                | J                | 0                            | 0                         | 0                | 0                | 0                | 0                | 0                | 0                |
| 1995             | 広島             | -                | J                | 2                            | 0                         | -                | -                | 0                | 0                | 2                | 0                |
| 通算             | 日本             | 日本             | J                | 4                            | 0                         | 9                | 1                | 0                | 0                | 13               | 1                |
| 通算             | 日本             | 日本             | JSL1部           | 22                           | 2\|\|\|\|\|\|\|\|\|\|\|\| |                  |                  |                  |                  |                  |                  |
| 通算             | 日本             | 日本             | JSL2部           | \|\|\|\|\|\|\|\|\|\|\|\|\|\| |                           |                  |                  |                  |                  |                  |                  |
| 総通算           | 総通算           | 総通算           | 総通算           | \|\|\|\|\|\|\|\|\|\|\|\|\|\| |                           |                  |                  |                  |                  |                  |                  |

その他の公式戦
- 1991年
  - コニカカップ 6試合0得点

出場歴
- JSL（1部）初出場：1991年9月15日 対日産戦（三ツ沢球技場）
- JSL（1部）初得点：1992年1月19日 対JR古河戦（いわき市営陸上競技場）
- Jリーグ初出場：1993年11月17日 対ヴェルディ川崎戦（広島スタジアム）

## 指導歴
- 1996年 - 2002年 サンフレッチェ広島 スカウト兼スクールコーチ
  - 1997年 - 1998年 ジュニアユース コーチ
  - 1999年 ユース コーチ
  - 2000年 - 2002年 ユースディレクター
- 2000年 - 2002年 日本サッカー協会ナショナルコーチングスタッフ(中国地区担当)
- 2002年 U-21日本代表 コーチ
- 2002年 U-17日本代表 コーチ
- 2003年 - 2017年 サンフレッチェ広島 コーチ
  - 2007年 U-22日本選抜 監督(兼任)
- 2019年 - 2022年 サッカー日本代表 コーチ
- 2020年 - 2021年 U-23(U-24)日本代表 監督/コーチ
- 2023年 - 2024年 ジュビロ磐田 監督
- 2025年6月 - モンテディオ山形 監督

## 監督成績
| 年度 | 所属 | クラブ | リーグ戦 | リーグ戦 | リーグ戦 | リーグ戦 | リーグ戦 | リーグ戦 | カップ戦             | カップ戦  |
| 年度 | 所属 | クラブ | 順位     | 勝点     | 試合     | 勝       | 分       | 敗       | ルヴァンカップ       | 天皇杯    |
| ---- | ---- | ------ | -------- | -------- | -------- | -------- | -------- | -------- | -------------------- | --------- |
| 2017 | J1   | 広島   | -        | -        | 1        | -        | 1        | -        | -                    | -         |
| 2023 | J2   | 磐田   | 2位      | 75       | 42       | 21       | 12       | 9        | グループステージ敗退 | 3回戦敗退 |
| 2024 | J1   | 磐田   | 18位     | 38       | 38       | 10       | 8        | 20       | 1stラウンド2回戦敗退 | 2回戦敗退 |
| 2025 | J2   | 山形   | 位       |          |          |          |          |          | -                    |           |

- 2017年は代行監督として指揮。
- 2025年は6月から指揮。

## タイトル

### 指導者時代
ジュビロ磐田
- J2リーグ優秀監督賞（2023年）[19]